# B.Leza (Lisboa)
B.Leza é um clube nocturno luso-africano, em Lisboa, ligado sobretudo à cultura e à comunidade de Cabo Verde. Espaço de danças africanas e de música ao vivo, sempre esteve aberto a outros estilos, mas imperam os ritmos da música africana como Kizomba, Funaná e Coladeira entre outros. O seu nome é uma homenagem a um dos grandes vultos da cultura e da música cabo-verdiana, Francisco Xavier da Cruz, conhecido por B.Leza.
Criado em 1994 (pelo músico Tito Paris com o nome de Baile) e dirigido por Alcides Gonçalves, e as irmãs Madalena e Sofia Saudade e Silva, filho do grande cantor caboverdiano Bana. Funcionou no Palácio Almada Carvalhais, do século XVII, edifício pertencente à Casa Pia Atlético Clube, sito no Largo do Conde Barão n.º 50, em Lisboa. Encerrado em 2007, tem havido desde então um movimento para restaurar o B. Leza em algum outro local e iniciativas pontuais numa itinerância por diversos espaços culturais e outros espaços nocturnos da cidade.